# U.S. Route 206
La U.S. Route 206 (US 206) est une US Route auxiliaire de la US 6 se trouvant au New Jersey et en Pennsylvanie. Elle parcourt 130,23 miles (209,58 km) dont moins d'un demi-mile (800 m) en Pennsylvanie. Son terminus sud est à la jonction avec la US 30 et la Route 54 à Hammonton, New Jersey alors que son terminus nord est à la jonction avec la US 209 près de Milford, Pennsylvanie. Sur la majeure partie de son trajet, la US 206 est une route rurale à deux voies traversant des secteurs agricoles du New Jersey.

## Description du tracé

### New Jersey
La US 206 débute à Hammonton à la jonction avec la US 30 et comme prolongement de la Route 54. Elle se dirige vers le nord et passe par Shamong, Tabernacle, Southampton Township, Easthampton Township, Mansfield, Bordentown, Trenton, Princeton, Somerville, où elle forme un multiplex avec la US 202 jusqu'à Far Hills, Chester et Stanhope. À Stanhope, elle forme un court multiplex avec l'I-80 et continue ensuite vers le nord. Elle passe ensuite par Andover et Newton avant de bifurquer vers le nord-ouest près de Branchville. Elle passe par cette ville, puis Montague avant d'atteindre la frontière de la Pennsylvanie formée par le fleuve Delaware.

### Pennsylvanie
Tout juste au sud de Milford, la US 206 entre en Pennsylvanie et rencontre la US 209, marquant son terminus nord.

## Intersections majeures
New Jersey
 US 30 / Route 54 à Hammonton
 I-95 à Bordentown
 US 130 à Bordentown. Les routes forment un multiplex dans la ville.
 I-195 près de Trenton
 I-295 près de Trenton
 US 202 à Somerville. Les routes forment un multiplex jusqu'à Far Hills.
 US 22 à Somerville
 I-287 à Bridgewater
 I-287 à Far Hills
 I-80 à Netcong. Les routes forment un multiplex jusqu'à Stanhope.
 US 46 à Netcong
Pennsylvanie
 US 209 à Milford